# Ракетные катера типа «Клеванг»
Ракетные катера типа «Клеванг» — экспериментальные боевые корабли, отличающиеся футуристическим дизайном, корпусом из углепластика и малой радиолокационной заметностью, построенные для ВМС Индонезии компанией North Sea Boats. Головной корабль этого типа 28 сентября 2012 года был уничтожен пожаром на судостроительной верфи.

## История
ВМС Индонезии разместили заказ на строительство первого из четырёх кораблей серии в 2012 году. Он получил название KRI Klewang и был пущен на воду 29 августа 2012 года, однако четыре недели спустя, 28 сентября, во время ремонта в Баньюванги корабль загорелся и был полностью уничтожен.

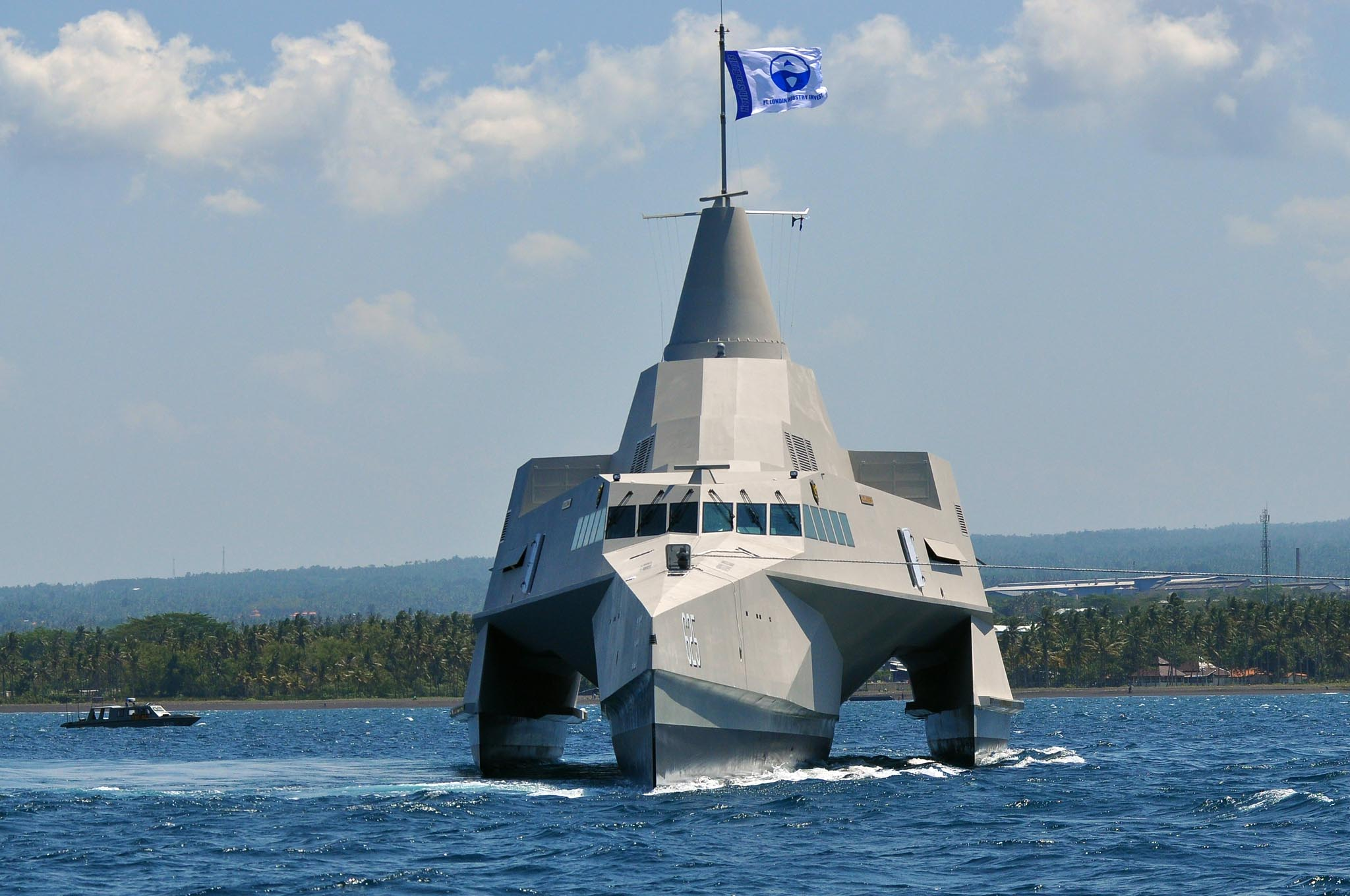
X3K

На замену сгоревшему в Баньюванги был построен второй 63-метровый тримаран. Последние достижения в химии винилэфирных смол привели к включению в смолу наночастиц. Эти частицы способствуют переносу смолы через матрицу углерод/стекловолокно и позволяют использовать в качестве заполнителя огнестойкого винилового эфира. Благодаря этому композитная конструкция нового судна из углеродного волокна является самозатухающей. Корабль спущен на воду 21 августа 2021 года под названием KRI Golok (688).

## Состав серии
| Корабли     | Номер вымпела | Запуск             | Строитель                 | Примечания                            |
| ----------- | ------------- | ------------------ | ------------------------- | ------------------------------------- |
| KRI Klewang | 625 (X3K)     | 29 августа 2012 г. | PT Lundin Industry Invest | Разрушен пожаром в 2012 году. Списан. |
| КРИ Голок   | 688           | 21 августа 2021 г. | PT Lundin Industry Invest | [ 8 ]                                 |